# ویرینگرمیر
ویرینگرمیر (به هلندی: Wieringermeer) یک پولدر در هلند است که در Hollands Kroon واقع شده‌است. ویرینگرمیر ۳۰۷٫۷۶ کیلومتر مربع مساحت و ۱۲٬۶۷۶ نفر جمعیت دارد.